# Rolf Nitzsche (Fußballspieler)
Rolf Nitzsche (* 31. Juli 1937) ist ein ehemaliger deutscher Fußballspieler. Für den SC Rotation Leipzig spielte er 1959 und 1960 in der DDR-Oberliga, der höchsten Spielklasse im DDR-Fußball.

## Sportliche Laufbahn
Bis 1958 spielte Rolf Nitzsche bei der Betriebssportgemeinschaft (BSG) Fortschritt Pegau in der fünftklassigen Bezirksklasse Leipzig. Kurz vor Saisonende (Kalenderjahrsaison) beriefen ihn die Leipziger Trainer Alfred Kunze und Hans Studener in die Messepokal-Mannschaft. Mit ihr bestritt er zusammen mit Spielern des SC Rotation und des SC Lokomotive Leipzig das erste Vorrundenspiel des Messestädte-Pokals 1958–1960. Das Auswärtsspiel gegen Union Saint-Gilloise ging mit 1:6 verloren, und nach dem 1:0-Heimsieg ohne Nitzsche schieden die Leipziger aus dem Wettbewerb aus. 
Zu Beginn der Spielzeit 1959 übernahm der Oberligist SC Rotation den 21-jährigen Rolf Nietzsche offiziell. Er kam sofort am ersten Spieltag der Oberliga als Mittelstürmer zum Einsatz. Danach konnte er sich aber nicht in der Mannschaft durchsetzen und wurde in der Hinrunde nur noch sporadisch in sechs Punktspielen aufgeboten. Nach langer Pause bestritt Nietzsche erst wieder die letzten drei Oberligapartien. Am letzten Spieltag schoss er sein einziges Oberligator der Saison. 1960 versuchte es der neue Trainer Martin Braunert erneut von Beginn an mit Nietzsche. Dieser schien einen besseren Start zu haben, schoss bereits am zweiten Spieltag wieder ein Tor und spielte die ersten vier Oberligaspiele als Stürmer über die volle Distanz. Danach verzichtete Braunert aber auf den jungen Spieler und setzte ihn nur noch einmal für 35 Minuten am 16. Spieltag ein. Es war das letzte Spiel von Rolf Nitzsche im höherklassigen Fußball.